# Bildt (adelsätter)
Bildt, även Bild, Bilde och Bille, är en uradlig ätt från främst Vendsyssel på Jylland i Danmark, som i Sverige har adlig och friherrlig rang.
I mitten av 1500-talet kom släkten till Bohuslän, dåvarande Norge, och har efter att landskapet blev svenskt år 1658 tillhört den svenska adeln sedan 1664.
Den 31 december 2006 innehade 53 personer efternamnet Bildt i Sverige.

## Historik

### Äldre historia
Såsom många uråldriga släkter börjar ätten Bildts historia med legender, vilka finns återgivna i ingressen till Gabriel Anreps ättartavlor (1858). Den första stamfadern är enligt legenden Sigurd Bilder av Sogn i Norge som skulle ha följt den norske kungen Olav Tryggvason på Ormen Långe år 1000. Han ska ha sin grav på Morlanda på Orust i Bohuslän. Riddarhuset uppger numer att ätten kan beläggas till 1100-talet i Jylland, och räknar upp biskopen av Odense Johannes Olufsen Bild (död 1286), drotsen Niels Olufsen Bildt (levde 1321) och Thomas Bilde (nämnd 1442) som historiskt säkerställda medlemmar av ätten.
Som den svenska grenens stamfader räknas Per Bildt i Hassinggaard, som tillhörde den jutländska adeln. Han skrev sig år 1487 till Vesløsgaard och år 1490 var han närvarande i Viborgs landsting. Han levde ännu år 1503. Per Bildt var farfar till Daniel Bildt till Abildgaard och Naes, som levde under andra halvan av 1500-talet. Dennes hustru Blanzeflor Lunge var dotter till Vincens Lunge och Margrete Nilsdatter Gyldenløve, dotter till Nils Henriksson och fru Inger till Austrått. Hustrun förde Morlanda till ätten. År 1719 dog den norska grenen av släkten Bildt ut.

### Historik i Sverige
En sonsons son till Daniel Bildt och Blanzeflor Lunge, Knut Bildt till Morlanda naturaliserades i Sverige 1664 och introducerades på Riddarhuset samma år, med adlig släktnummer 678. I Skånska kriget förlorade denne alla sina tillgångar, och Morlanda gavs som förläning till Hans Georg Mörner. Knut Bildt var gift med sin släkting Inger Bildt, och fick flera barn av vilka en son förde ätten vidare på svärdssidan, översten Daniel Bildt, gift med friherrinnan Catharina Rehbinder, som återfick Morlanda som en del av bestämmelserna vid freden i Lund 1679.
Ätten fortlevde på svärdssidan huvudsakligen med två söner till föregående, fänriken Carl och Daniel Henric Bildt. Carl Bildt till Kåröd var gift med Charlotta Weinholtz vars mor var friherrinnan Kruuse af Verchou. Hans bror Daniel Henrik Bildt till Morlanda och Almark var gift med en svägerska till denne, Johanna Weinholtz.
Den senares sonson, Daniel Fredrik Bildt var överstelöjtnant i Armén och ledamot av Krigsvetenskapsakademien. Med sin hustru Christina Elisabeth Fröding fick han fyra söner, varav den äldste, Gillis Bildt, blev statsminister och riksmarskalk. Han upphöjdes den 3 maj 1864 i friherrlig värdighet, jämlikt 37 § i 1809 års regeringsform varmed endast huvudmannen har friherrlig värdighet, och introducerades med ättenummer 404 på Riddarhuset den 31 augusti 1865.

## Stamtavla över kända ättlingar och deras släktskap
- Knut, naturaliserad Bildt, född omkring 1631
  - Daniel Bildt (1671–1723), överste
    - Carl Bildt (1704–1759), fänrik
      - Gustaf Fredrik Bildt (1744–1787), "levde utan tjänst"
        - Ferdinand Bildt (1781–1841), handelsman
          - Axel Bildt (1823–1886), major
            - Axel Bildt (1869–1944), affärsman och godsägare

    - Daniel Henrik Bildt (1710–1791), "levde utan tjänst på sina egendomar"
      - Abraham Gustaf Bildt (1747–1828), kapten
        - Carl Daniel Bildt (1784–1841), löjtnant
          - Knut Bildt (1830–1887), sjökapten
            - Arvid Bildt (1877–1956), byråchef
              - Inger Thorén (1913–1985), civilingenjör

        - Olof Bildt (1787–1863)
          - Abraham Gustaf Bildt (1814–1869), underlöjtnant, tullbevakningskontrollör
            - Axel Bildt (1852–1915), handelsman
              - Olof Bildt (1881–1943), industriman

            - Carl Wilhelm Bildt (1854–1906), ingenjör

      - Didrik Bildt (1756–1848), adelsman, militär, kallades "den stränge översten"
        - Daniel Fredrik Bildt (1792–1827), överstelöjtnant 
          - Gillis Bildt (1820–1894), statsminister, friherre, militär
            - Carl Bildt (1850–1931), friherre, diplomat, ledamot av Svenska akademien
              - Harald Bildt (1876–1947), friherre och diplomat
              - Didrik Bildt (1879–1933), löjtnant

            - Knut Gillis Bildt (1854–1927), riksdagsman, militär, generalstabschef
              - Nils Bildt (1889–1969), överste och regementschef, friherre efter kusinen Haralds död 1947
                - Knut Bildt (1918–1972), friherre, överstelöjtnant
                  - Lars Bildt (född 1950), friherre, konsult

                - Daniel Bildt (1920–2010), major, byrådirektör och generalsekreterare
                  - Carl Bildt (född 1949), statsminister, utrikesminister, diplomat, gift med 2) Mia Bohman, och 3) Anna Maria Corazza Bildt (född 1963), europaparlamentariker
                  - Nils Bildt (född 1952), företagare och överste i reserven vid Livgardet, gift med Marita Ed

                - Henric Bildt (1929–2003), generaldirektör, gift med Elsa Prawitz (1931–2001), skådespelare